# Cemetery Ridge
Cemetery Ridge er en geografisk stedbetegnelse (en højderyg) på slagmarken ved Gettysburg syd for byen. Den havde stor betydning under slaget ved Gettysburg 1. – 3. juli 1863. Den udgjorde en væsentlig del af forsvarslinien for Unionen under slaget, nogenlunde midt på det som kaldes fiskekrogslinjen.
Højderyggen er kun omkring 12 meter over det omliggende terræn og er ca. 3 km lang. Den nordlige ende stiger og bliver til Cemetery Hill, den sydlige ende falder til lave, træbevoksede og nogle tider sumpede områder lige nord for Little Round Top.
I den nordlige ende af Cemetery Ridge er der en gruppe træer og en lav stenmur som slår to 90 graders sving. Det sidste sving kaldes The Angle og Konføderationens højvandsmærke.
Dette område og den nærliggende Codori Farm på Emmitsburg Road var prominente kendetegn i forbindelse med Pickett's Charge på 3. dagen af slaget og ved generalmajor Richard H. Andersons angreb på 2. dagen.

## Yderligere læsning
- Haskell, Frank Aretas, The Battle of Gettysburg, Kessinger Publishing, 2006, ISBN 978-1-4286-6012-0. Haskell gjorde tjeneste i II Korps under forsvaret af Cemetery Ridge.